# Квинт Цецилије Метел Непот
Квинт Цецилије Метел Непот (око 135. п. н. е. - 55. п. н. е.) је био римски политичар и војсковођа.

## Биографија
Био је син Квинта Цецилија Метела Балеарика. Изабран је на место конзула 98. године п. н. е. Колега му је био Тит Дидије. Током свог конзулата предводио је римску војску у рату против Келтибера и Вакцејаца на Иберијском полуострву. Остао је упамћен по великом поразу којег је претрпео. Квинт се оженио Лицинијом Примом. Након његове смрти, Лицинија се преудала за Квинта Муција Сцеволу. Метел и Лицинија имали су двоје деце: Квинт Цецилије Метел Целера и Квинт Цецилије Метела Млађег.